# Ieracompoli
| O48 · niwt |

| O48 · niwt |

| O47 · n | niwt |

| O47 · n | niwt |

Ieracompoli, ossia "Città del Falco", è il nome greco dell'antica Nekhen, una città di notevole importanza nell'antico Egitto dei primi periodi storici (periodo predinastico ed arcaico). Nekhen era situata sulla riva occidentale del Nilo in faccia a Nekheb (attuale el-Kab), posta sulla riva orientale. Entrambe le città ricoprirono il ruolo di capitali del 3º nomo dell'Alto Egitto.
L'attuale nome della località è Kom el-Ahmar, che significa "La collina rossa", ed in effetti il sito dell'antica Nekhen era ricoperto di frammenti di vasellame rossi e di sabbia, quando fu visitato per la prima volta durante la spedizione militare di Napoleone I in Egitto. Il sito, scavato da Flinders Petrie a partire dal 1887, ha restituito l'antico abitato ed una necropoli risalente al predinastico ed al protodinastico.

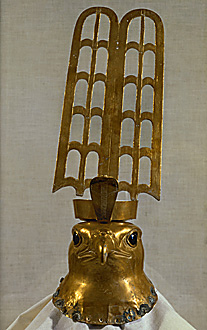
Testa in oro di Horus

## Gli scavi
Le rovine della città furono trovate grazie agli scavi effettuati verso la fine del XIX secolo dagli archeologi inglesi James Edward Quibell (1867 – 1935) e Frederick William Green (1869 – 1949).
Nel deposito principale del tempio di Nekhen essi trovarono importanti manufatti cerimoniali del periodo Naqada III quali la tavoletta di Narmer, recante il cartiglio con il nome di Narmer, unificatore dell'Egitto e fondatore della I dinastia egizia, e le teste di mazza dei Re Scorpione. 
Più recentemente la concessione venne scavata ancora da un gruppo internazionale (e interdisciplinare) di archeologi, egittologi, geologi e scienziati di altre discipline, coordinati da Michael A. Hoffman (1944–1990) fino alla sua morte. Gli successero alla guida del gruppo l'egittologa inglese Barbara Adams, dell'University College di Londra e il Dr. Renee Friedman, che rappresentava l'Università della California di Berkeley ed il British Museum, fino a che Barbara Adams morì e venne sostituita da Renée Friedman, anch'egli dell'Università della California.

## Capitale religiosa: il centro del culto di Horus
Il dio di Nekhen era il falco Horus rappresentato con il capo cinto dalla corona bianca che fu sostituito dalla principale divinità di Nekheb, la dea-avvoltoio Nekhbet. La città divenne famosa per la leggendaria conquista del Basso Egitto da parte dei Seguaci di Horo e nei testi egizi erano citate le Anime di Nekhen come mitici re predinastici dell'Alto e Basso Egitto.